# Johann Heinrich Breitinger
Johann Heinrich Breitinger (* 26. Februar 1774 in Zürich; † 22. Juni 1848 ebenda) war ein Schweizer reformierter Geistlicher.

## Leben
Johann Heinrich Breitinger wurde als Sohn des Pfarrers David Breitinger, der selbst von Johann Jakob Breitinger abstammt, und der Esther Lavater (1736–1775) geboren. Sein älterer Bruder war David Breitinger. Nachdem er in seiner Heimatstadt vorgebildet wurde, ordinierte man ihn im Jahr 1796 und das Folgejahr verbrachte er als Hauslehrer in Kilchberg ZH. Noch im gleichen Jahr übernahm er eine Pfarrstelle in Herbishofen. Diakon an der St. Peterskirche in Zürich wurde er 1802, 28 Jahre später wurde er dort zum Pfarrer befördert. Dieses Pfarramt hielt er inne bis zu seinem Tode am 22. Juni 1848 im Alter von 74 Jahren.
Er heiratete 1797 Katharina Riet. Ihr Sohn war der Literaturhistoriker Heinrich Breitinger.

## Werke
- Inaugurationspredigt, gehalten zu Herbishofen den 13. Nov. 1797 (Memmingen 1797)
- Gedächtnißrede am Tag nach der Beerdigung meines sel. Bruders Hrn. Salomon Breitinger, Pfarrers zu Dinhard, gehalten den 17. August 1817 (Zürich 1817)
- Gedächtnißrede, gehalten in Weinfelden den 19. August 1827 zum Andenken Herrn Caspar Stumpfen, gew. Pfarrer daselbst (Zürich 1827)
- Bittschreiben in Sachen einer Heimathlosen (Zürich 1827)